# سیل بزرگ میسیسیپی ۱۹۲۷
سیل بزرگ می‌سی‌سی‌پی در سال ۱۹۲۷ مخربترین سیل در تاریخ ایالات متحده می‌باشد که در سال ۱۹۲۷ اتفاق افتاد. در پی این سیل آب ۲۷۰۰۰ مایل مربع از زمین‌های اطراف رودخانه می‌سی‌سی‌پی به زیر آب رفت. در برخی مناطق عمق آب به ۳۰ فوت می‌رسید. دولت امریکا در پی این سیل اقدام به ساخت بزرگترین خاکریز دنیا در اطراف رودخانه می‌سی‌سی‌پی نمود تا از سیل در سال‌های بعد جلوگیری کند. از نظر اجتماعی این سیل بسیاری از ساکنان رنگین پوست ساکن اطراف رودخانه می‌سی‌سی‌پی در جنوب ایالات متحده را ترغیب به مهاجرت به ایالت‌های شمالی نمود و در پی این مهاجرت روند صنعتی شدن ایالات متحده در ایالت های شمالی شدت گرفت و این کشور از کشوری متکی به اقتصاد کشاورزی به یک کشور صنعتی با تبدیل شد.